# سوزان غلوفر
سوزان غلوفر هي كاتبة سيناريو وممثلة كندية، ولدت في 1 ديسمبر 1950.

## وصلات خارجية
- سوزان غلوفر على موقع IMDb (الإنجليزية)
- سوزان غلوفر على موقع ألو سيني (الفرنسية)
- سوزان غلوفر على موقع أول موفي (الإنجليزية)
- سوزان غلوفر على موقع قاعدة بيانات الأفلام السويدية (السويدية)
- سوزان غلوفر على موقع قاعدة بيانات الفيلم (الإنجليزية)
- سوزان غلوفر على موقع كينوبويسك (الروسية)